# Grigor Hovhannissian
Grigor Hovhannissyan (Ereván, 26 de enero de 1971), Embajador Extraordinario y Plenipotenciario de la República de Armenia en México (2013-2016), Embajador Extraordinario y Plenipotenciario de la República de Armenia en los Estados Unidos (2016-2018).

## Educación
- 2000-2001 Escuela de Derecho y Diplomacia Fletcher, Universidad Tufts, MA
- 1992-1993 Universidad Haigazyan, Beirut, Ciencias Políticas, Región de Oriente Medio
- 1987-1992 Universidad Estatal de Ereván, Departamento de Estudios Orientales, Estudios Árabes

## Funcionario Internacional
- El 22 de enero de 2016 fue designado embajador en Washington D. C., donde es acreditado desde el 28 de enero de 2016.
- 2003-Embajador Extraordinario y Plenipotenciario de la República de Armenia en México
- 2009-2013 Cónsul General de la República de Armenia en Los Ángeles, California, EE. UU.
- 2006-2009 Director Ejecutivo de “Shushi Revival Fund”, Armenia
- 2006 agosto-octubre, La Misión de Emergencia de la ONU en Líbano, Coordinador de la Región deSaida
- 2005-2008 Profesor Visitante, Ciencia Política de Oriente Medio en la Facultad de Estudios Orientales de la Universidad Estatal de Ereván, Armenia
- 2004 Misión de Asistencia de la ONU en Irak (Jordania), Asesor en Jefe del Vice-Representante Especial del Secretario General de la ONU
- 2002-2003 Coordinador de la Regiónde la ONU en Territorios de Palestina en Cisjordania y Franja de Gaza (ciudades de Ramallah y Gaza)
- 2001-2003 Líder del Equipo y  Planificador de Emergencia, Oficina del Coordinador Especial de las Naciones Unidas para el proceso de paz del Oriente Medio, Jerusalén
- 1998-2000 Oficina de Secretariado de la ONU para la Coordinación de Asuntos Humanitarios Jefe de las Oficina en Kinshasa (La República Democrática del Congo) y en Brazzaville (República del Congo)
- 1996-1998 Misión Especial  de la ONU en la Región de los Grandes Lagos de África: Uganda, Zaire, Burundi, Ruanda, Tanzania, Kenia. Asistente del Coordinador Especial, programas e información pública (Nairobi, Goma Zaire Oriental)
- 1994-1996 El Alto Comisionado de la Agencia de la ONU para los Refugiados, oficina en Ereván. Coordinador del Programa “Shelter”.[2]

## Estado civil
Casado, tiene dos hijas